# Hovedstaden régió
A Fővárosi régió (dánul Region Hovedstaden) a 2007. január 1-jén életbe lépett közigazgatási reform szerint Dánia öt régiójának egyike. Székhelye Hillerød.
Az új Fővárosi régió a korábbi Koppenhága és Frederiksborg megyéket, valamint Koppenhága, Frederiksberg és Bornholm megyei jogú községeket foglalja magába.

## Községek

A Fővárosi régió községei

Dánia 98 községe közül a régió a következő 29-et foglalja magába:
- Albertslund község
- Allerød község
- Ballerup község
- Brøndby község
- Dragør község
- Egedal község
- Bornholm regionális község
- Fredensborg község
- Frederikssund község
- Furesø község
- Gentofte község
- Gladsaxe község
- Glostrup község
- Gribskov község
- Frederiksværk-Hundested község
- Helsingør község
- Herlev község
- Hillerød község
- Hvidovre község
- Høje-Taastrup község
- Hørsholm község
- Ishøj község
- Lyngby-Taarbæk község
- Rudersdal község
- Rødovre község
- Tårnby község
- Vallensbæk község
- Koppenhága község
- Frederiksberg község

## Külső hivatkozások
- Hivatalos honlap (dánul)